# Bit (filozofija)
Bit (lat. essentia) ili suština u filozofiji jest ono što tvori postojanu prirodu neke stvari, temelj, njezino osnovno određenje.
U odnosu na promjenjiva stanja neke stvari, bit je ono istinsko i zbiljsko što se ne mijenja i ostaje nepromjenjivo.

## Bit, bitak i biće
Uz pojam bîti vežu se pojmovi bîtka i bića, a dolaze od glagola biti. 